# ピザは野菜

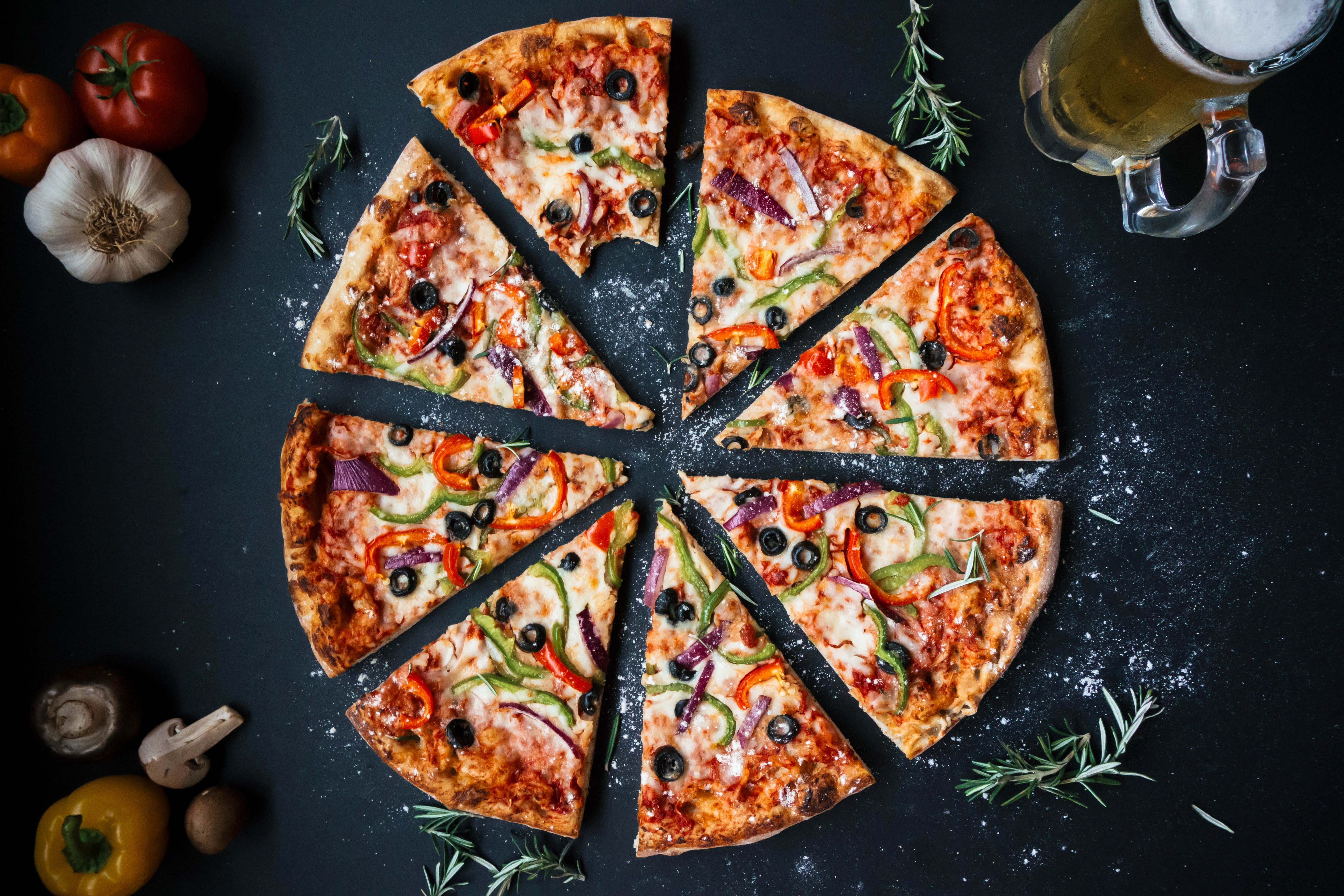
アメリカ合衆国ではピザに大さじ2杯(30ml)のトマトペーストを加えた食品は野菜として認定される。

「ピザは野菜」（ピザはやさい、Pizza as a vegetable）とは、2011年にアメリカ合衆国農務省(USDA)が提出した法案に端を発する論争であり、アメリカ政府の姿勢を批判する風刺表現である。ジャンクフードを多量に摂取することで子供の肥満化が進んでいることを危惧したミシェル・オバマは、公立学校の学校給食改善を目的として2010年にオバマ政権で『健康で飢えの無い子供法』を成立させ、健康志向推奨の動きを加速させたが、こうした動きに抵抗したジャンクフード提供業者などがロビー活動を展開し、レーガン政権時代の「ケチャップは野菜」論争を持ちだして、「トマトペーストをふんだんに使用したピザは野菜である」という主張を展開した。

## 背景
19世紀後半ごろより、ボストンやフィラデルフィアなどを中心に、ボランティアや慈善団体の支援を受けた児童の食糧事情改善を目的とした活動が広がりを見せていた。しかしながら世界恐慌などの影響もあり、ボランティアの支援だけでは限界を迎えるようになり、1932年ごろよりこうした活動に中央政府が資金提供を行うようになったことで、学校給食プログラムとして低所得世代の学生に無料または低価格での食料支援がなされるようになった。
戦後の1946年に学校給食法が成立すると、児童の栄養不良改善を目的とした取り組みが始まったが、次第に形骸化していき、1960年代に改めて見直しが行われ、1966年児童栄養法が成立した。しかしながら、小さな政府を標榜したレーガン政権時代に入ると状況は一変し、学校給食プログラムは予算削減が行われ、民営化が進められた。1981年に可決された包括的予算調整法(The Omnibus Reconciliation Act of 1981)によって策定されたガイドラインでは、特定の食品について代替品の使用を認められるようになり、その中でトマトペースト大さじ1杯を1/4カップのトマトジュースとしてカウントすることが可能であると盛り込まれた。この結果、大手食品企業がピザやハンバーガー、清涼飲料水などを廉価で提供するようになり、学校給食は栄養価ではなくコストが重要視されたため、児童の肥満率が急増した。こうした政府の対応について『ニューズウィーク』誌はケチャップのボトルに「今や野菜となった」とキャプションし、その内容を批判した。
5人に1人の児童が肥満となった事態に危機感を持ったミシェル・オバマはこの問題の解決に取り組み、2010年に『健康で飢えの無い子供法』を成立させ、学校給食メニューに規制を行い、野菜やフルーツなど、健康を考慮した食品の導入を推進した。この規制により、「ジャガイモなどのでんぷん質の野菜について提供量を制限すること」「トマトペーストを野菜とみなす基準を大さじ2杯から半カップに引き上げること」「トマトペーストを濃縮前の量に換算してのカウントを廃止すること」が示された。
しかし、年間30億ドルという学校給食に広いシェアを持っていた冷凍ピザを手掛けるコナグラ・ブランズやシュワンズ・フード、フライメーカーのマケイン・フーズといった食品会社はこうした動きに反発し、およそ600万ドルをかけて議会への働きかけを行い、2011年、栄養ガイドラインの変更を禁止する法案を可決させた。これに伴い、現行ガイドラインの基準は堅持され、大さじ2杯のトマトペーストを塗布したピザは引き続き「野菜」として分類されることとなり、一連の対応をロイターは「議会がピザの野菜としての地位を保護した」と嘲笑を持って伝え、ピザを野菜と分類する政府に対し批判の声が巻き起こった。
2020年のトランプ政権時にも、学校給食のメニューに対する規制緩和が取り沙汰されるなど、児童の健康上の観点から意見する者と経済的な観点から意見する者との対立が続いている。

## 反応
AFFIのコーリー・ヘンリーはこの決定に対し、「これは重要な勝利だ」と語っている。こうした食品業界と政府の取り組みについて多くの批判が挙がっており、コロラド州民主党のジャレッド・ポリスは、「ピザはピザだ。野菜ではない」とし、政府が学校給食を通じて児童に不健康な食事を提供していることを批判した。カリフォルニア州民主党のサム・ファーは法案の可決は支持したものの「農務省による規制への介入は誤りであり、行うべきでない」とした。公益科学センターのマーゴ・ウータンは「学校でピザやフライドポテトが増えるのは児童にとっては良くないが、製造する企業にとっては良いことだ」と皮肉を持って伝えた。退役軍人で構成される団体「Mission: Readiness」のエイミー・ドーソン・タガートは、「学校給食プログラムにおいて、ピザを事実上野菜に分類する文言を議会が真剣に検討していること自体に憤りを感じている」と述べた。しかしながら、『ワシントン・ポスト』はこうした論調に行き過ぎがあるとして「議会はピザを野菜とは宣言していない」とするコラムを掲載し、法案内にピザや野菜といった単語は記載されていないと主張した。
また、このニュースはアメリカ国外にも報道機関を通して広く伝えられ、作家の乙武洋匡はSNS上で「利権というのは、こんなコメディのような状況を生み出すものなのか」として驚きを伝えた。その他、「トマトは果物なのだから、トマトソース由来の食品はすべからく果物として扱うべきだ」とするような言説など、様々な主張も誕生した。